# Hora Pokušení
Hora Pokušení (arabsky جبل الأربعين, Džebel Karantal, anglicky Mount of Temptation nebo Mount Quarantania), je hora vzdálená přibližně 5 km severozápadně od města Jericha na Západním břehu Jordánu.

## Jméno
Podle křesťanské tradice měl na tomto místě Ježíš z Nazareta odolat pokoušení od ďábla, když se před tím čtyřicet dní postil. Na svahu hory je řecký ortodoxní klášter Karantal, kam vede z Jericha lanovka.
Na severním svahu hory se nachází pramen Ain Duk. Na hoře jsou četné jeskyně, které byly archeologicky prozkoumány.

## Historie

### Hasmoneovská éra: Pevnost Dok
Na vrcholu jsou pozůstatky seleukovské pevnosti Dok nebo Dagon. Podle židovského historika Flavia Josepha a 1. knihy Makabejských zde byli okolo roku 134 vládce Judeje Šimon, jeho matka a dva synové zavražděni zetěm Ptolemaia. Šimon byl jedním z vůdců povstání Makabejských a zakladatel Hasmoneovského království.

### Byzantská éra
V roce 340 opustil svatý Chariton svůj první klášter, který založil v poušti Judeje, protože byl přeplněný, a založil v Duka na vrcholu hory kapli. Další založil v jeskyni na východním svahu hory, kde pobýval Ježíš. Podle křesťanské tradice byla hora tím místem, kam Ježíše po 40 dnech postu vyvedl ďábel, ale nesvedl ho L 4, 5 (Kral, ČEP) ; proto se hora arabsky nazývá „Karantal“ (Hora Čtyřiceti dní). Chariton později opustil klášter směrem na Suku u Betléma a jeho nástupcem se stal mnich Elpidius.

### Doba křížových výprav
Duka a jeskyně v jejím okolí byly až do 8. století obývané; pak byly opuštěny a znovu osídleny v době křížových výprav.

### 19.–21. století

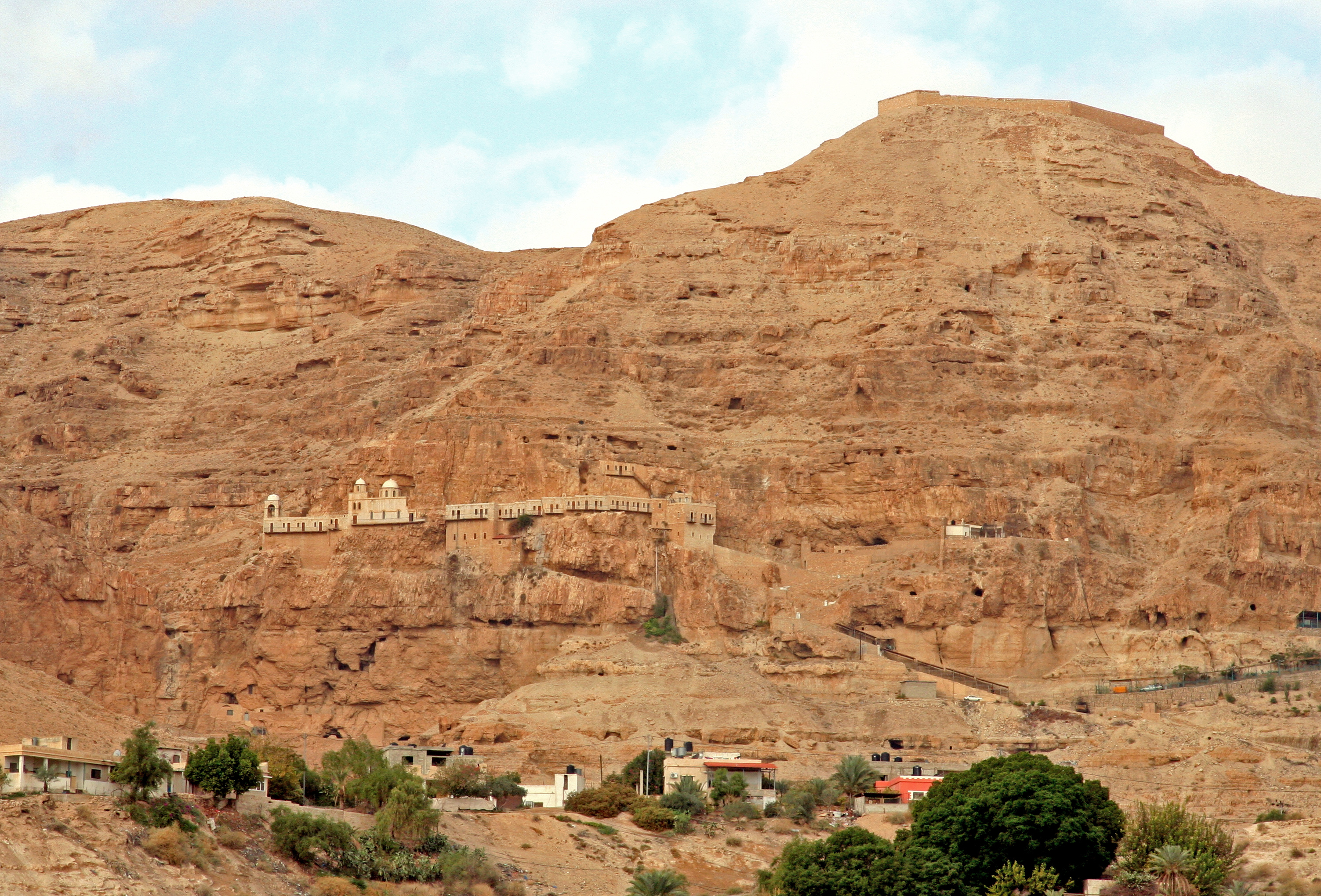
Klášter Sandarion na svahu a pevnost Dok na vrcholu Hory Pokušení, pohled od města Jericha.

S muslimským znovudobytím regionu klášter ztrácel na významu, až byl zcela opuštěn. V roce 1874 jej koupila řecká pravoslavná církev a založila zde v roce 1897 klášter Sarandarion. Z kláštera vede úzká cesta ke staré hasmoneovské pevnosti Dok a ke kapli svatého Charitona.
V roce 1948, během Izraelské války za nezávislost, převzali dočasně arabští uprchlíci kontrolu nad klášterem a přinutili mnichy jej opustit, Dokumentární film o Hoře pokušení německé televize ZDF série Terra X z roku 2011 se zmínil o posledním mnichovi, otci Gerasimovi, který klášter přibližně 30 let obýval a pečoval o něj.

## Archeologie
Při archeologických výzkumech v jeskyních v blízkosti kláštera v letech 1986 až 1993 byly nalezeny četné nálezy, datované do doby měděné a počátku doby bronzové. Našly se dále papyry z jeruzalémského chrámu, z doby Druhého chrámu a z doby povstání Bar Kochby. Nicméně stratigrafie archeologického naleziště je porušena středověkými a novověkými zásahy. Tak zde byly nalezeny například řecké noviny z roku 1948 nebo zbraně jordánské armády z Šestidenní války.